# Lamprosema acrobasella
Lamprosema acrobasella är en fjärilsart som beskrevs av George Francis Hampson 1912. Lamprosema acrobasella ingår i släktet Lamprosema och familjen Crambidae. Inga underarter finns listade i Catalogue of Life.